# Parantica apatela
Parantica apatela är en fjärilsart som beskrevs av James John Joicey och Talbot 1925. Parantica apatela ingår i släktet Parantica och familjen praktfjärilar. Inga underarter finns listade i Catalogue of Life.